# 北秋田市立阿仁合小学校
北秋田市立阿仁合小学校（きたあきたしりつ あにあいしょうがっこう）は、秋田県北秋田市阿仁水無にあった公立小学校。

## 概要
大阿仁小学校、阿仁中学校と統合し、「北秋田市立義務教育学校阿仁学園」がスタートすることに伴い、2022年度末で閉校した。
教育目標
「ふるさとに愛着と誇りをもち 夢ふくらませ きらり輝く 子どもの育成」
校歌
- 作詞 - 佐藤 享平
- 補作 - 校歌制定委員会
- 作曲 - 後藤 惣一郎

## 沿革
- 1975年（昭和50年）
  - 5月17日 - 阿仁町は、阿仁合小学校（本校・萱草分校）、伏影小学校、三枚小学校の3校1分校を、昭和53年度に統合する事を決定。
  - 8月30日 - 新校舎新築工事着手。
- 1977年（昭和52年）11月30日 - 新校舎工事完了。
- 1978年（昭和53年）
  - 2月18日 - 校歌選定（公募）。
  - 2月21日 - 校歌制定（作詞:佐藤享平・補作:選考委員会）、校章選定（公募）。
- 1978年（昭和53年）
  - 4月1日 - 阿仁町立阿仁合小学校開校。開校式と入学式を挙行。同日、校章制定（考案者・辻 耿）。阿仁合小学校PTA設立。
  - 6月17日 - 落成記念式典挙行。
  - 8月25日 - 校舎前正面道路取り付け工事実施。
- 1979年（昭和54年）
  - 8月18日 - プール新設し、修祓式とプール開き挙行。
  - 9月11日 - 遊具取り付け。
- 1986年（昭和61年）7月14日 - 校門建立。
- 1989年（平成元年）5月27日 - 学校花壇全面改装。
- 1994年（平成6年）9月2日 - 土俵完成。
- 1995年（平成7年）10月6日 - 校旗贈呈式。
- 1996年（平成8年）5月22日 - コンピュータ設置（19台）。
- 1997年（平成9年）
  - 7月22日 - グラウンド改良工事。
  - 9月9日 - 屋根塗装工事。
  - 10月3日 - 廊下張り替え。
- 1998年（平成10年）
  - 4月1日 - 根子小学校を統合[2]。
  - 11月1日 - 創立20周年記念式典挙行及び祝賀会開催。
- 1999年（平成11年）11月4日 - わくわくランド植樹（県ドリーム支援事業）。
- 2002年（平成14年）8月1日 - コンピュータ機種入れ替え。
- 2003年（平成15年）8月 - 電気設備改修工事。
- 2005年（平成17年）3月22日 - 市町村合併により、北秋田市立阿仁合小学校と改称。
- 2006年（平成18年）11月 - 非常階段を校舎前に移動。
- 2008年（平成20年）7月29日 - 教室棟屋根塗装工事
- 2009年（平成21年）4月 - まなび・ふれあい充実事業推進校となる。
- 2010年（平成22年）8月 - 校舎・体育館耐震工事完了。同月、コンピュータ機種入れ替え。
- 2012年（平成24年）4月 - 第2学年と第3学年が、複式学級となる。
- 2018年（平成30年）10月14日 - 創立40周年記念「阿仁郷土かるた」を、学習発表会にて披露。
- 2019年（令和元年）5月28日 - 学校運営協議会設置。
- 2023年（令和5年）
  - 3月20日 - 閉校式、校旗返納式を開催[3]。
  - 3月31日 - 閉校。

## 通学区域
- 阿仁小様・阿仁吉田・阿仁水無・阿仁荒瀬・阿仁小沢鉱山・阿仁伏影・阿仁根子の大字地内・阿仁三枚鉱山・阿仁小渕・阿仁真木沢鉱山・阿仁銀山・阿仁荒瀬川・阿仁萱草・阿仁笑内[4]

## 進学先の中学校
公立中学校の場合。
- 北秋田市立阿仁中学校[4]

## アクセス
- 秋田内陸縦貫鉄道秋田内陸線阿仁合駅から、徒歩約760m・約12分。

## 周辺
- 国道105号
- 福厳寺
- 稲荷大明神

## 著名な出身者
- GABEZ MASA - パフォーマー